# Wyspy Marshalla na Letnich Igrzyskach Olimpijskich 2020
Wyspy Marshalla na Letnich Igrzyskach Olimpijskich 2020 – występ kadry sportowców reprezentujących Wyspy Marshalla na igrzyskach olimpijskich, które odbyły się w Tokio w Japonii, w dniach 23 lipca – 8 sierpnia 2021 roku.
Reprezentacja Wysp Marshalla liczyła dwóch zawodników – mężczyznę i kobietę, którzy wystąpili w 1 dyscyplinie.
Był to czwarty start Wysp Marshalla na letnich igrzyskach olimpijskich.

## Reprezentanci

### Pływanie
| Zawodnik         | Konkurencja                | Eliminacje | Eliminacje | Półfinał | Półfinał | Finał | Finał   |
| Zawodnik         | Konkurencja                | Czas       | Miejsce    | Czas     | Miejsce  | Czas  | Miejsce |
| ---------------- | -------------------------- | ---------- | ---------- | -------- | -------- | ----- | ------- |
| Colleen Furgeson | 100 m st. dowolnym kobiet  | 58.71      | 44         | NQ       | NQ       | NQ    | NQ      |
| Phillip Kinono   | 50 m st. dowolnym mężczyzn | 27.86      | 70         | NQ       | NQ       | NQ    | NQ      |